# Pierre Augustin Béclard
Pierre Augustin Béclard (Angers, 12 ottobre 1785 – Parigi, 16 marzo 1825) è stato un chirurgo e anatomista francese.
Fu professore di anatomia a Parigi e capo chirurgo dell'Ospedale Pitié, e nel 1818 fu nominato alla cattedra di anatomia. Con Jules Germain Cloquet (1790-1883), tradusse il lavoro di William Lawrence sulle ernie dall'inglese al francese come Traité des hernies.
Pierre Béclard è accreditato per ver introdotto nuove pratiche amputazione e chirurgiche, eseguendo nel 1823 un'estirpazione della ghiandola parotide. Il suo nome è prestato all'omonimo "nucleo di Béclard".

## Opere
- Nouveau dictionnaire de médecine, chirurgie, pharmacie, physique, chimie, histoire naturelle, etc. . Vol. 1&2. Gabon, Paris 1821-1822 Digital edition dell'University and State Library Düsseldorf